# Myrmecotypus lineatus
Myrmecotypus lineatus is een spinnensoort uit de familie van de loopspinnen (Corinnidae).
De wetenschappelijke naam van de soort werd in 1909 als Castianeira lineata gepubliceerd door James Henry Emerton.